# Ångermanlands södra domsagas valkrets
Ångermanlands södra domsagas valkrets var i valen till andra kammaren 1884–1908 en egen valkrets med ett mandat. Valkretsen, som ungefär motsvarade dagens Härnösands kommun och de södra delarna av Kramfors kommun, avskaffades vid införandet av proportionellt valsystem i valet 1911 och uppgick då i Ångermanlands södra valkrets. 

## Riksdagsmän
- Johan Nydahl, lmp 1885–1887, gamla lmp 1888–1894 (1885–1894)
- Johan Lindgren, folkp (1895–1896)
- Johan Nydahl, folkp 1897–1899, lib s 1900–1907, vilde 1908 (1897–1908)
- Johan Lindgren, lib s (1909–1911)

## Valresultat

### 1896
| Andrakammarvalet i Sverige 1896: Ångermanlands södra domsagas valkrets | Andrakammarvalet i Sverige 1896: Ångermanlands södra domsagas valkrets | Andrakammarvalet i Sverige 1896: Ångermanlands södra domsagas valkrets | Andrakammarvalet i Sverige 1896: Ångermanlands södra domsagas valkrets | Andrakammarvalet i Sverige 1896: Ångermanlands södra domsagas valkrets | Andrakammarvalet i Sverige 1896: Ångermanlands södra domsagas valkrets |
| Parti                                                                  | Parti                                                                  | Kandidat                                                               | Röster                                                                 | %                                                                      | ±                                                                      |
| ---------------------------------------------------------------------- | ---------------------------------------------------------------------- | ---------------------------------------------------------------------- | ---------------------------------------------------------------------- | ---------------------------------------------------------------------- | ---------------------------------------------------------------------- |
|                                                                        | Folkpartiet                                                            | Johan Nydahl                                                           | 740                                                                    | 64,7                                                                   |                                                                        |
|                                                                        | Partilös högerfrihandlare                                              | P. Westman i Rossvik                                                   | 402                                                                    | 35,2                                                                   |                                                                        |
|                                                                        | Annat                                                                  | Övriga kandidater                                                      | 1                                                                      | 0,1                                                                    |                                                                        |
| Valdeltagande                                                          | Valdeltagande                                                          | Valdeltagande                                                          | 1,366                                                                  | 68,6                                                                   |                                                                        |

- 223 röster kasserades.

### 1899
| Andrakammarvalet i Sverige 1899: Ångermanlands södra domsagas valkrets | Andrakammarvalet i Sverige 1899: Ångermanlands södra domsagas valkrets | Andrakammarvalet i Sverige 1899: Ångermanlands södra domsagas valkrets | Andrakammarvalet i Sverige 1899: Ångermanlands södra domsagas valkrets | Andrakammarvalet i Sverige 1899: Ångermanlands södra domsagas valkrets | Andrakammarvalet i Sverige 1899: Ångermanlands södra domsagas valkrets |
| Parti                                                                  | Parti                                                                  | Kandidat                                                               | Röster                                                                 | %                                                                      | ±                                                                      |
| ---------------------------------------------------------------------- | ---------------------------------------------------------------------- | ---------------------------------------------------------------------- | ---------------------------------------------------------------------- | ---------------------------------------------------------------------- | ---------------------------------------------------------------------- |
|                                                                        | Liberala samlingspartiet                                               | Johan Nydahl                                                           | 588                                                                    | 80,2                                                                   | +15,5                                                                  |
|                                                                        | Annat                                                                  | Israël Nordin                                                          | 115                                                                    | 15,7                                                                   |                                                                        |
|                                                                        | Annat                                                                  | Övriga kandidater                                                      | 30                                                                     | 4,1                                                                    |                                                                        |
| Valdeltagande                                                          | Valdeltagande                                                          | Valdeltagande                                                          | 742                                                                    | 33,7                                                                   |                                                                        |

Valet ägde rum den 20 augusti 1899. 9 röster kasserades.

### 1902
| Andrakammarvalet i Sverige 1902: Ångermanlands södra domsagas valkrets | Andrakammarvalet i Sverige 1902: Ångermanlands södra domsagas valkrets | Andrakammarvalet i Sverige 1902: Ångermanlands södra domsagas valkrets | Andrakammarvalet i Sverige 1902: Ångermanlands södra domsagas valkrets | Andrakammarvalet i Sverige 1902: Ångermanlands södra domsagas valkrets | Andrakammarvalet i Sverige 1902: Ångermanlands södra domsagas valkrets |
| Parti                                                                  | Parti                                                                  | Kandidat                                                               | Röster                                                                 | %                                                                      | ±                                                                      |
| ---------------------------------------------------------------------- | ---------------------------------------------------------------------- | ---------------------------------------------------------------------- | ---------------------------------------------------------------------- | ---------------------------------------------------------------------- | ---------------------------------------------------------------------- |
|                                                                        | Liberala samlingspartiet                                               | Johan Nydahl                                                           | 827                                                                    | 85,1                                                                   | +4,9                                                                   |
|                                                                        | Annat                                                                  | Israël Nordin                                                          | 106                                                                    | 10,9                                                                   | -4,8                                                                   |
|                                                                        | Annat                                                                  | Övriga kandidater                                                      | 39                                                                     | 4,0                                                                    |                                                                        |
| Valdeltagande                                                          | Valdeltagande                                                          | Valdeltagande                                                          | 1,025                                                                  | 36,6                                                                   |                                                                        |

Valet ägde rum den 14 september 1902. 53 röster kasserades.

### 1905
| Andrakammarvalet i Sverige 1905: Ångermanlands södra domsagas valkrets | Andrakammarvalet i Sverige 1905: Ångermanlands södra domsagas valkrets | Andrakammarvalet i Sverige 1905: Ångermanlands södra domsagas valkrets | Andrakammarvalet i Sverige 1905: Ångermanlands södra domsagas valkrets | Andrakammarvalet i Sverige 1905: Ångermanlands södra domsagas valkrets | Andrakammarvalet i Sverige 1905: Ångermanlands södra domsagas valkrets |
| Parti                                                                  | Parti                                                                  | Kandidat                                                               | Röster                                                                 | %                                                                      | ±                                                                      |
| ---------------------------------------------------------------------- | ---------------------------------------------------------------------- | ---------------------------------------------------------------------- | ---------------------------------------------------------------------- | ---------------------------------------------------------------------- | ---------------------------------------------------------------------- |
|                                                                        | Liberala samlingspartiet                                               | Johan Nydahl                                                           | 503                                                                    | 89,7                                                                   | +4,6                                                                   |
|                                                                        | Obunden liberal                                                        | J. Berglund                                                            | 58                                                                     | 10,3                                                                   |                                                                        |
| Valdeltagande                                                          | Valdeltagande                                                          | Valdeltagande                                                          | 1,061                                                                  | 36,2                                                                   |                                                                        |

Valet ägde rum den 17 september 1905. 500 röster kasserades.

### 1908
| Andrakammarvalet i Sverige 1908: Ångermanlands södra domsagas valkrets | Andrakammarvalet i Sverige 1908: Ångermanlands södra domsagas valkrets | Andrakammarvalet i Sverige 1908: Ångermanlands södra domsagas valkrets | Andrakammarvalet i Sverige 1908: Ångermanlands södra domsagas valkrets | Andrakammarvalet i Sverige 1908: Ångermanlands södra domsagas valkrets | Andrakammarvalet i Sverige 1908: Ångermanlands södra domsagas valkrets |
| Parti                                                                  | Parti                                                                  | Kandidat                                                               | Röster                                                                 | %                                                                      | ±                                                                      |
| ---------------------------------------------------------------------- | ---------------------------------------------------------------------- | ---------------------------------------------------------------------- | ---------------------------------------------------------------------- | ---------------------------------------------------------------------- | ---------------------------------------------------------------------- |
|                                                                        | Liberala samlingspartiet                                               | Johan Lindgren                                                         | 1,396                                                                  | 54,9                                                                   |                                                                        |
|                                                                        | Partilös högersinnad                                                   | Johan Nydahl                                                           | 1,147                                                                  | 45,1                                                                   | -44,6                                                                  |
| Valdeltagande                                                          | Valdeltagande                                                          | Valdeltagande                                                          | 2,545                                                                  | 80,7                                                                   |                                                                        |

Valet ägde rum den 13 september 1908. 2 röster kasserades.